# Репликатор (Звёздный путь)
Репликатор (англ. Replicator) — машина из научно-фантастической медиафраншизы «Звёздный путь», способная создавать (и перерабатывать) объекты. Репликаторы первоначально появились в сериале для синтезирования еды по требованию, затем они применялись для создания различных других материалов и предметов.

## История появления и возможности

Репликатор из «Звёздного пути» и современный 3D-принтер

Хотя авторы научной фантастики размышляли о развитии «тиражирования» или «дублирования» технологий, термин «репликатор» сам по себе не использовался до сериала «Звёздный путь: Следующее поколение». В сериале он описан как модернизированный в XXIV веке «пищевой синтезатор» XXIII века, появившегося впервые в сериале «Звёздный путь: Оригинальный сериал». В «Оригинальном сериале» еда создавалась в различных цветных кубиках. В мультсериале «Звёздный путь: Анимационный сериал» можно было заказывать различные виды реалистичной пищи, как, например, в эпизоде под названием «Шутник». Механика этих устройств никогда в сериалах не была четко объяснена. В приквеле франшизы «Звёздный путь: Энтерпрайз» (события разворачиваются в XXII веке), прибор отличался «белковым ресеквенсором», который мог только «копировать определённые продукты». Шеф-повар использовал «гидропонную теплицу» для выращивания фруктов и овощей. Репликатор использовался для переработки биоматериалов в полезный материал.
Согласно академической диссертации: «так называемые „репликаторы“ могут воссоздавать материю и производить все необходимое из чистой энергии, независимо от того, требуются ли продукты питания, медикаменты или запасные части». Репликатор может создать любую неживую материю, когда желаемая молекулярная структура находится в файле, но он не может создать антивещество, дилитий, латину или живой организм любого рода. По поводу сознания живых организмов, неканонические работы, такие как Техническое руководство «Звёздный путь: Следующее поколение», утверждают, что, хотя репликаторы используют форму технологии транспортера, при очень низком разрешении, создание живой ткани является физической невозможным.
В своей теории он работает аналогично универсальному ассемблеру.

## Теория
Репликатор перестраивает субатомные частицы, которые в изобилии повсюду во Вселенной, чтобы сформировать молекулы и организовать их так, чтобы получился нужный объект. Например, чтобы создать свиную отбивную, репликатор сначала сформирует атомы углерода, водорода, азота и т. д., после этого аранжирует их в аминокислоты, протеины, и клетки, и собирает частицы в форму отбивной свиной котлеты.
Этот процесс требует деструктивного преобразования объемной материи в энергию и её последующего преобразования в предварительно отсканированную модель материи. В принципе, это похоже на транспортер, но в меньшем масштабе. Однако, в отличие от транспортеров, которые дублируют вещество на квантовом уровне, репликаторы способны создавать большое количество различных материалов. Если образцы будут храниться на квантовом уровне, то потребуется невозможный объём хранения данных (или набор оригинальных копий материалов). Для того чтобы разрешить эту проблему, файлы с данными хранятся в памяти на молекулярном уровне.
Недостатком подобного подхода является невозможность репликации объектов со сложными квантовыми структурами, такими как живые существа, дилитий или латина. В действительности, живые существа и/или процитированные элементы не обязательно являются более сложными на квантовом уровне. Предполагаемая «Дополнительная сложность» надумана авторами, чтобы избежать таких вопросов, как «почему Звёздный флот не может реплицировать людей?». В сериале «Следующее поколение» в эпизоде «Верность» инопланетяне использовали свою версию репликаторов для создания самозванца Пикара. Кроме того, ошибки чтения и записи вызывают ряд однобитных ошибок в реплицированных материалах. Хотя, как правило, то что человек не в состоянии обнаружить, компьютерное сканирование может выявить эти несоответствия, и они могут объяснить частую жалобу (некоторыми гурманами и знатоками), что вкус реплицированных продуктов питания и напитков некачественный. Эти ошибки также могут привести к тому, что нетоксичный материал станет токсичным при репликации или создаст штаммы смертельных вирусов и бактерий из ранее безвредных.

## Использование
Во вселенной «Звёздный путь» репликатор используется в основном для обеспечения продовольствием и водой на борту звездолётов, таким образом устраняя необходимость большого запаса провизий. (На звездолётах, звёздных базах и других установках имеются запасы для использования в чрезвычайных ситуациях в случае отказа репликатора или энергетического кризиса.) На «Звёздный путь: Дальний космос 9» было установлено, что до тех пор, пока существует источник энергии для жизнеобеспечения, репликация используется для обеспечения воздухом для дыхания на кораблях и звёздных базах (и для разборки углекислого газа, выдыхаемого экипажем), обеспечивая, таким образом, казалось бы, бесконечный запас кислорода и устраняя необходимость переносить воздушные резервуары.
Эта технология также используется для производства запасных частей, что позволяет отремонтировать большинство повреждений корабля не возвращаясь на звёздную базу. Репликатор также применяется для изготовления форменной одежды Звёздного флота, а также игрушек и сувениров. Репликация используется программой Голопалубы для производства пищи, одежды и других объектов, которые будут использоваться или потребляться участниками.
Протоколы безопасности Звёздного флота предотвращают несанкционированное копирование опасных объектов, таких как оружие и ядовитые вещества.
Репликаторы могут также преобразовывать вещество в энергию. Следуя этому принципу, устройство может разбирать любой объект на субатомные частицы. Последующая энергия затем может быть сохранена для будущего использования или немедленно применена в последующей репликации. Этот процесс называется «утилизацией» и применяется ко всему, от грязной посуды до ставшей малой детской одежды.
Технология Репликатора, даже если она производится в больших масштабах, не может быть использована для создания сложных объектов, таких как шаттл или звездолёты (авторы сериала считают, что возможность копировать целые звездолёты «одним нажатием кнопки» сильно повлияет на драматический потенциал). Однако в сериале «Дальний космос 9» в эпизоде «Причина» промышленные репликаторы используются для репликации больших компонентов кораблей, шаттлов и других подобных предметов, которые позже используются на верфях для строительства таких судов. Таким образом, всего лишь 15 промышленных репликаторов достаточно, чтобы воспроизвести компоненты, необходимые для создания флота звездолётов или помочь цивилизации оправиться от стихийного бедствия на всей планете.
Фактически устраняя материальный дефицит, технология репликации играет важную роль в безденежной человеческой экономике во Вселенной «Звёздный путь».
Когда звездолёт USS Вояджер в сериале «Звёздный путь: Вояджер» был перенесён в Дельта-Квадрант, стало ясно, что технология репликатора была неизвестна некоторым коренным народам этого региона. На протяжении первых сезонов Казонцы и другие расы неоднократно пытались получить технологию. Капитан Кэтрин Джейнвэй опасалась, что если эта технология будет приобретена цивилизацией до того, как она будет готова, могут наступить катастрофические последствия. По этой причине, и из-за главной Директивы, Джейнвэй отказалась отдать технологию любой ценой. Кроме того, энергетические ограничения на корабле «Вояджер» на пути обратно в Альфа-Квадрант означали, что поставки репликаторов нужно строго контролировать, в результате «пайки репликаторов» стали неофициальной валютой корабля. Это также является причиной того, что Ниликс (помимо обеспечения экипажа моральным духом за счет приготовления свежих продуктов) стал использоваться в качестве шеф-повара корабля. Некоторые ингредиенты пришли из лаборатории гидропоники.

## Элементы в современных технологиях
В 2014 году исследователи из компании Nestlé сообщили, что они работают над технологией, сравнимой с репликатором, с целью обеспечения продуктов питания, адаптированных к потребностям человека в питании.
В 2015 году в Star Trek-inspired Replicator-Emulator предлагается роботизированно выращивать, печатать или собирать не только еду, но и жилье, энергию, транспорт и даже целые города. WPProjects выделил 250 грандов по возобновляемой автоматизации (по одному проекту в каждой стране мира). Компания также выложилась в важные социальные программы, необходимых для защиты доходов населения и укрепления экономики, чем завершили 2-летний цикл автоматизации проектов в области возобновляемых источников.
Для сравнения, 3D-принтеры, которые сейчас являются основной технологии и имеют целый ряд внушительных и важных возможностей (в том числе в создании протезов или органов), являются весьма различными, в том, что они не создают материал «ех nihilo» (из ничего), или, точнее, из ядер или атомов или запрограммированных шаблонов информации, но вместо этого, как и обычные принтеры, должны использовать уже существующие телесные материалы. Кроме того, 3D-принтеры ограничены в материалах, которые они могут напечатать. В настоящее время технологией 3D-принтера используются только материалы, которые можно легко сплавить совместно через экструзию или процессы спекания: пластмассы, металлы и глины. Однако еда, бетон и некоторые другие материалы успешно были напечатаны в ограниченном масштабе.
Физики Имперского колледжа Лондона обнаружили, как создавать материю из света, что до этого считалось невозможным, когда идея была впервые высказана 80 лет назад. Всего за один день в лаборатории Имперского колледжа разработали относительно простой способ физического доказательства теории, впервые выдвинутой американскими учеными Брейтом и Уилером в 1934 году.
Стартап-компания из Огайо Beehex в 2013 году получила грант от NASA, предназначенный для разработки технологии 3D-печати для дальних космических полетов. Они начали строить роботов для печатания еды для возможного дальнейшего потребления.